# Schallmoos
Schallmoos ist ein Stadtteil der österreichischen Statutarstadt Salzburg. Er liegt nordöstlich der historischen Altstadt und nördlich des Kapuzinerbergs. Schallmoos ist trotz der nahen Lage zum Zentrum einer der jüngeren Stadtteile Salzburgs. Das ursprüngliche Moorgebiet wurde im 17. Jahrhundert kultiviert und zu landwirtschaftlichen Nutzflächen gemacht. Heute dominieren Handels- und Gewerbeunternehmen sowie Wohngebiete.

## Geographie
Schallmoos liegt nördlich der Salzburger Altstadt, direkt nördlich des Kapuzinerbergs.
Südwestlich grenzt Schallmoos an die Neustadt, die Grenze zwischen den beiden Stadtteilen verläuft dabei im Raum Lasserstraße. Im Westen, Norden und Nordosten ist Schallmoos klar von den angrenzenden Stadtteilen Elisabeth-Vorstadt, Itzling und Gnigl getrennt: Rings um das Gebiet von Schallmoos verläuft hier die Trasse der Westbahn und der Salzburg-Tiroler Bahn (Giselabahn). Ganz im Südosten grenzt an der Anton-Graf-Straße bzw. Fürbergstraße Schallmoos auch an den Stadtteil Parsch. Die restliche Südgrenze bildet der Bergfuß des Kapuzinerbergs.
Schallmoos ist ein heterogener Stadtteil ohne zentralen Ort; die Bebauungsstruktur reicht von Innenstadthäusern im Übergangsbereich zur Neustadt (alte Vorstadtareale) über große neue Bürogebäude vor allem an der Sterneckstraße bis hin zu Wohnblocks und Gewerbegebieten.

Der Zählsprengel Schallmoos hatte laut Volkszählung 2001 etwa 950 Gebäude mit knapp 9.000 Einwohnern. Im Stadtteil Schallmoos mit seinen
199,5 ha leben heute etwa 11.000 Bewohner.

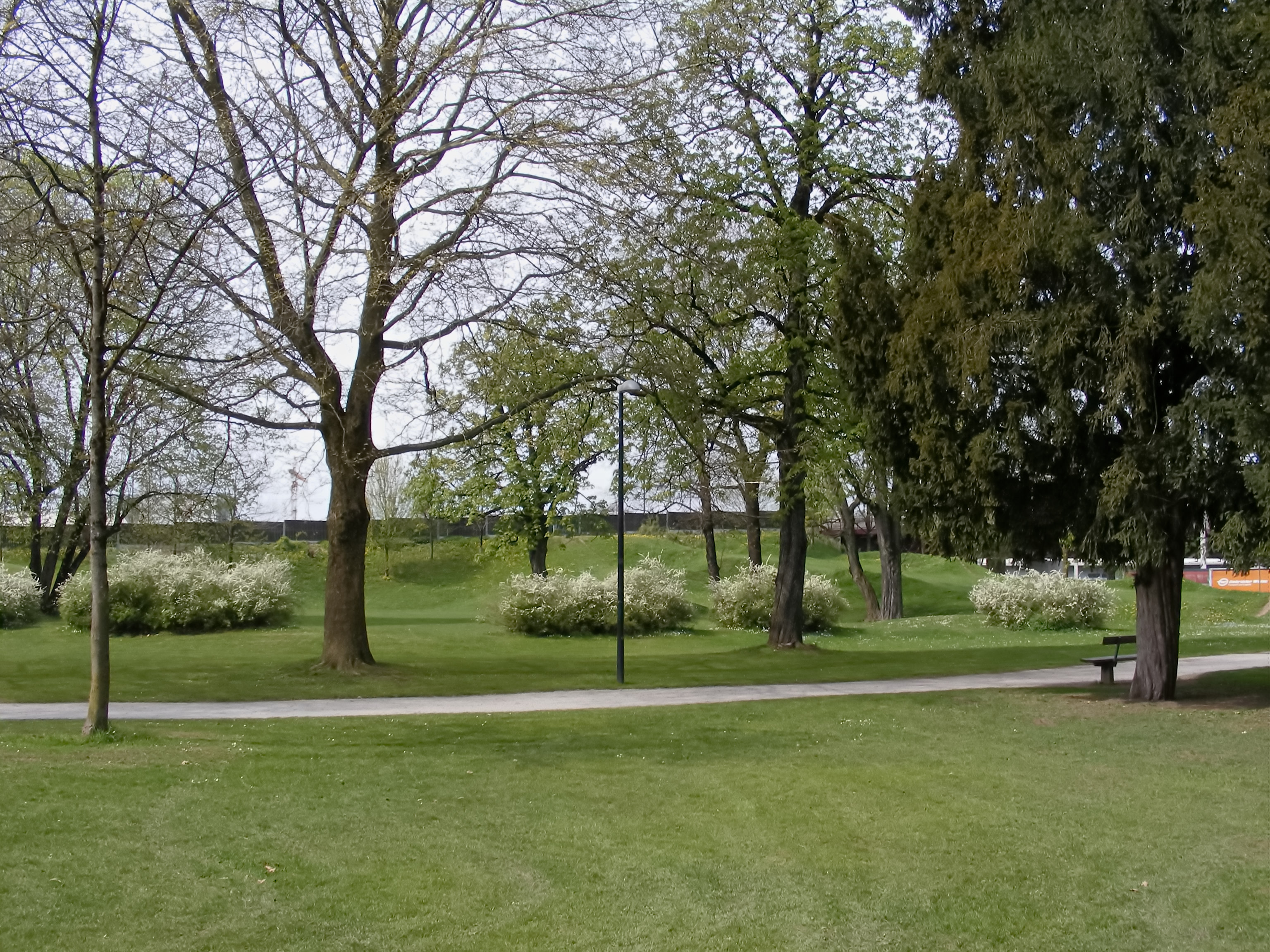
Im Baron-Schwarz-Park, im Stadtteil Schallmoos

### Stadtteilgliederung
Der Stadtteil gliedert sich entlang der Vogelweiderstraße in zwei Siedlungsgebiete:
- das stadtnähere Schallmoos West
- das stadtfernere Schallmoos Ost

Diese beiden Teile haben primär stadtplanerische Zwecke und sind sonst kaum in Gebrauch, Schallmoos wird im Allgemeinen als eine Einheit gesehen.
Der Stadtteil verteilt sich auf drei Katastralgemeinden:
- Salzburg in Schallmoos-West und am Kapuzinerbergfuß (Linie Röcklbrunnstraße – Robinigstraße – Schallmooser Hauptstraße – Fürbergstraße)
- Gnigl im Gutteil von Schallmoos-Ost
- Itzling im Norden (Linie etwa bei Bürgerstraße – Vogelweiderstraße – Vilniusstraße – Schwarzparkstraße)

| vergrößern und Informationen zum Bild anzeigenPanorama vom Franziskischlössl am Kapuzinerberg, entlang der prägnanten Trennungsachse der Vogelweiderstraße, über Itzling und gegen den Plainberg mit Maria Plain, die Talung von Kasern, und den Nußdorfer Hügel, Hallwang und Söllheimerberg, rechts der Heuberg |

### Nachbarstadtteile und -ortslagen
| Itzling (Stt.) Itzling Mitte (Stt. Itzling) | Itzling Ost (Stt. Itzling)                    | Gnigl Nord (Stt. Gnigl)                      |
| Elisabeth-Vorstadt (Stt.)                   | Kompassrose, die auf Nachbargemeinden zeigt   | Gnigl (Stt.) Neuhauserfeld (Stt. Gnigl)      |
| Neustadt (Stt.)                             | Kapuzinerberg (Stt. Altstadt) Altstadt (Stt.) | Inneres Parsch * (Stt. Parsch) Parsch (Stt.) |

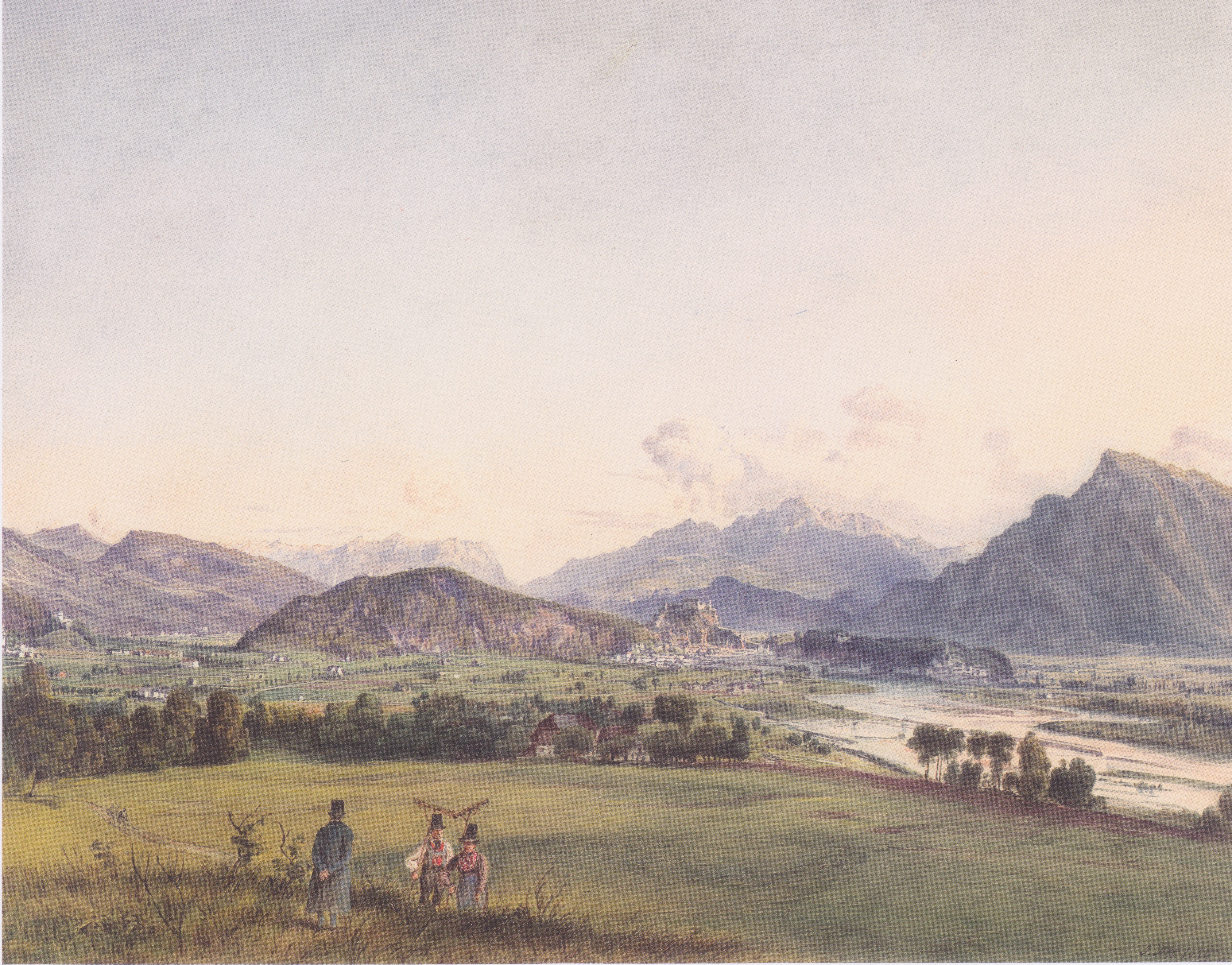
Jakob Alt: Blick auf Salzburg, 1844 (von Maria Plain, vor dem Kapuzinerberg die Allee des Fürstenwegs)

* In einem Eckpunkt: Wolfsgartenfeld, Stt. Parsch

## Geschichte

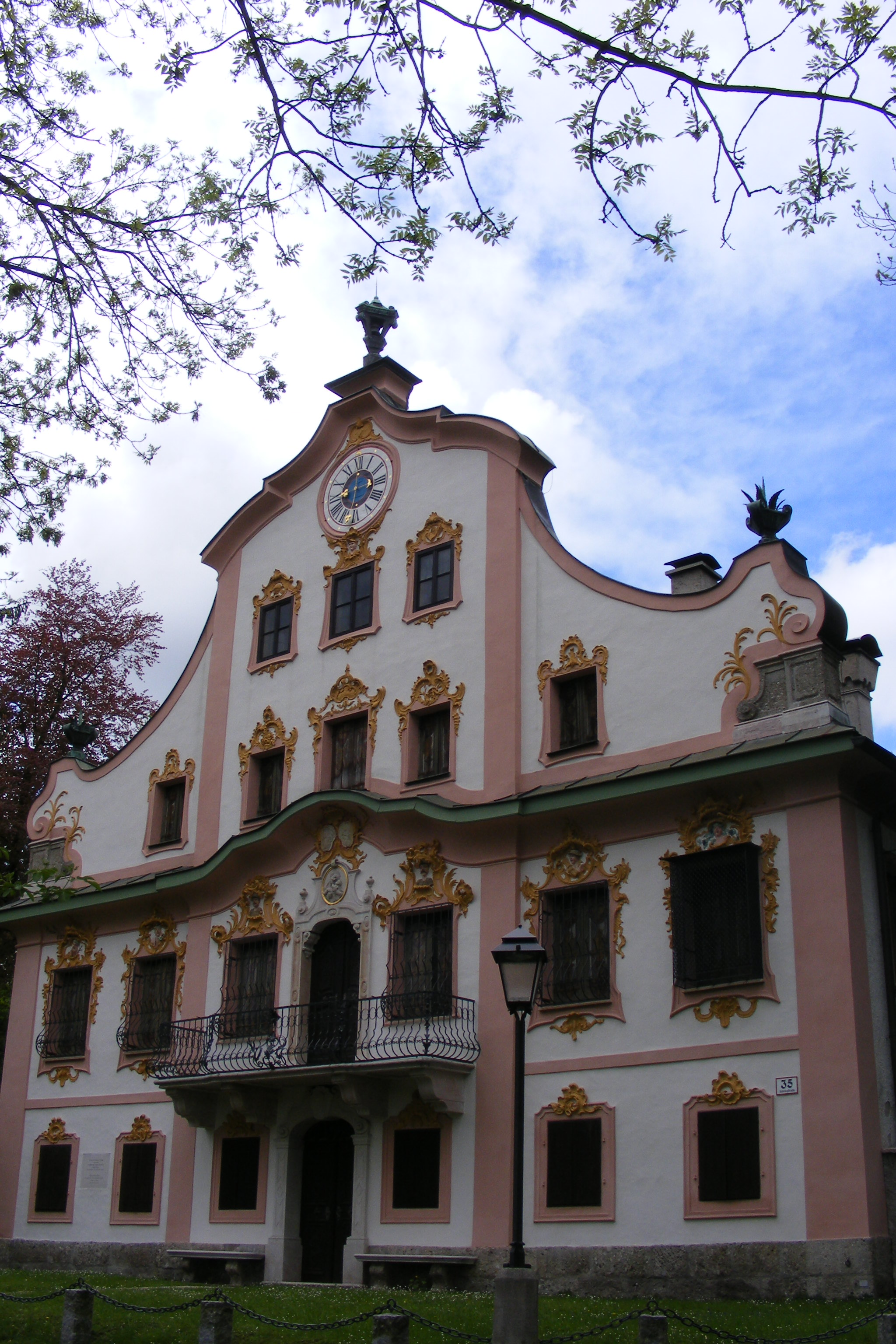
Robinighof

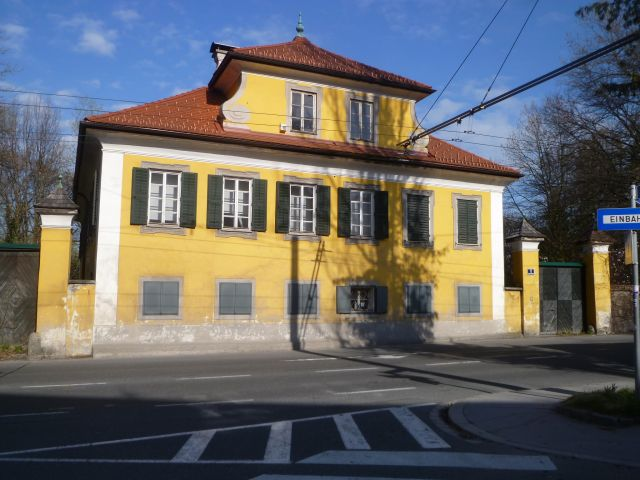
Rauchenbichlerhof

Der Ortsname Schallmoos verweist mit dem Wortteil Moos auf eine ursprünglich feuchte Landschaft: Bis ins frühe 17. Jahrhundert blieben die weiten Moorflächen südöstlich des damaligen Kleinbauern- und Fischerweilers Itzling auch weitgehend unberührt. Als 1625 die Pest ausgebrochen war, sah man dies „als Folge der bösen Ausdünstung dieses unmittelbar vor den Stadttoren gelegenen Moores“.
Fürsterzbischof Paris Lodron veranlasste daraufhin die Kultivierung des Moores und
errichtete 1632 bis 1644 ein Entwässerungsnetz. Nach einer ersten Phase wurde das Areal Gnigler und Itzlinger Bewohnern unentgeltlich zur Verfügung gestellt unter der Auflage, die Kultivierungsarbeit fortzusetzen. Das Angebot fand aber keinen Anklang, und so setzte man die Arbeit mit Hilfe der hier zahlreichen stationierten Soldaten (es herrschte der Dreißigjährige Krieg) fort. Die Leitung wurde im Urbarmachen von Land erfahrenen holländischen Ingenieuren übergeben. So ließ Paris Lodron auch den Fürstenweg, die heutige Vogelweiderstraße, als zentrale Entwässerungsachse (analog der Achse der Moosstraße quer durch das Leopoldskroner Moos) anlegen. Einen weiteren Entwässerungsgraben bildete der vermutlich ebenfalls während des Dreißigjährigen Krieges angelegte Lämmerbach (früher Lemerbach, heute auch Lämmererbach genannt). Nach der Trockenlegung wurde das gesamte Areal des Schallmooses und des Itzlinger Mooses „1 Fuß hoch mit guter, aus weiter Entfernung gesammelter Erde überkarrt“. Auch wurden Trinkwasserzuleitungen errichtet. Der größte Teil des Moorgebiets wurde zu Grasland, der Rest zu Äckern gemacht. Ein verschwindend kleiner Teil blieb noch lange Zeit im Wildzustand erhalten und der hier vorhandene Torf wurde zu Heizzwecken verwendet. Zuletzt wurde zu Beginn des 20. Jahrhunderts der Torf auch unter landwirtschaftlich nicht genutztem Boden gestochen. Er diente in erster Linie zur Kesselbefeuerung im Salzburger Gaswerk und für eine im Schallmoos angesiedelte Ziegelbrennerei. Auch wurde Torf privat von Anwohnern unmittelbar neben den Häusern gewonnen, vereinzelt sogar noch nach 1960.
Am Fürstenweg siedelten sich allmählich einzelne größere Höfe an, vor allem Wirtschaftshöfe im Eigentum des Domkapitels, der Dompropstei sowie der Grafen Lodron und Lüzow (von Süd nach Nord): Strasserhof, Höllbräuhof, Nicoladonihof, Hofwirtshof, Graf-Lüzow-Hof, Mitterhof, Weiserhof, Schallmoos- oder Stadlhof. Am Rand des Lämmerbaches wurde vor 1648 das Barockschloss Robinighof errichtet. In einem Brief von 1803 schildert Friedrich von Spaur die Gegend folgendermaßen:

„An den Kanten dieser Waldungen [auf der Südseite des Plainbergs] wird man neuerdings von dem schönen Anblick der Itzlinger und Knigler Felder überrascht, und wer jedes auf denselben erbauten Landhäuser besuchen will, wird keines ohne Befriedigung verlassen, und in jedem einen Besitzer finden, der ihn willkommen heißt, und der ihn mit Milch, Butter oder Obst bedient. Unter den Landhäusern zeichnen sich durch ihre Anlage und Einrichtung vorzüglich der Schaal-Mooshof, die Landhäuser des Herrn Nikolodoni, von Robinig und Weiser und das artige Sommerhaus des Grafen Lützow aus. Alle diese Gebäude sind geschmackvoll meublirt, ihre Gärten liefern gutes Obst und Gemüß, und die Ställe ihrer Maiereyen sind meist mit 10, 12 bis 14 Stücken Melkvieh besetzt, mit deren Milch die Stadtbewohner versehen werden. Jeder ist von seinen wohl kultivirten Feldern umrungen, und keiner entzieht sich den Augen ohne der Entdeckung neuer, jedem besonders eigener Reize. […] Das in einem niedlichen, gefälligen Style erbaute Landhaus der Gr. Lützow hat seyn Daseyn dem resignirten Fürsten und noch lebenden Erzbischof Hieronymus zu danken. Er erbaute es vor seinem Regierungs=Antritte als Bischof von Gurk und schenkte dasselbe seiner […] Nichte, der Gräfin Lützow, geb. Gr. Czernin. […] Besonders schön und von vielen Menschen besucht ist diese Gegend, wenn die untergehende Sonne sie röthet, und die schwach beleuchteten Wolken in ein sanftes Dunkel übergehen.“

Nächst der Linzerstraße lagen neben dem Robinighof zudem der Schillinghof (im Zuge des Bahnausbaus abgerissen) und Schloss Röcklbrunn (1944 durch Bomben zerstört). Heute noch erhaltene historische Bauten dieser Art sind der Robinighof und der Rauchenbichlerhof. Dabei gehörten die Gründe teils zur Stadt Salzburg, teils zur Gemeinde Gnigl und deren Ortschaft Itzling (Schaffung der Ortsgemeinden um 1848/49). „Schallmoos“ selbst war noch im früheren 19. Jahrhundert nur ein Flurname für ein Areal, wo heute die Rupertgasse in die Vogelweiderstraße mündet.
Durch den Bau der Westbahn und der Giselabahn 1860 (Hauptbahnhof 1860, Rangierbahnhof 1908) wurde ein ganzes Stadtareal in einen Schienenzug eingefasst, und der Raum nahm seither eine gewisse eigenständige Entwicklung zum Stadtteil. 1935 kam Gnigl mit Itzling dann zu Salzburg.
Um 1920 waren erst der Raum am Hauptbahnhof und die beiden Straßenachsen beidseitig besiedelt, um 1950 verdichtete sich die Besiedlung, aber noch immer waren etwa die Hälfte der Gründe unverbaut. Durch die lockere Verbauung war Schallmoos im Zweiten Weltkrieg – trotz der Lage zwischen zwei bedeutenden Bahnhöfen – bei den schweren Bombenangriffen nicht allzu sehr in Mitleidenschaft gezogen worden.

## Verkehr und Infrastruktur

### Straßenverkehr

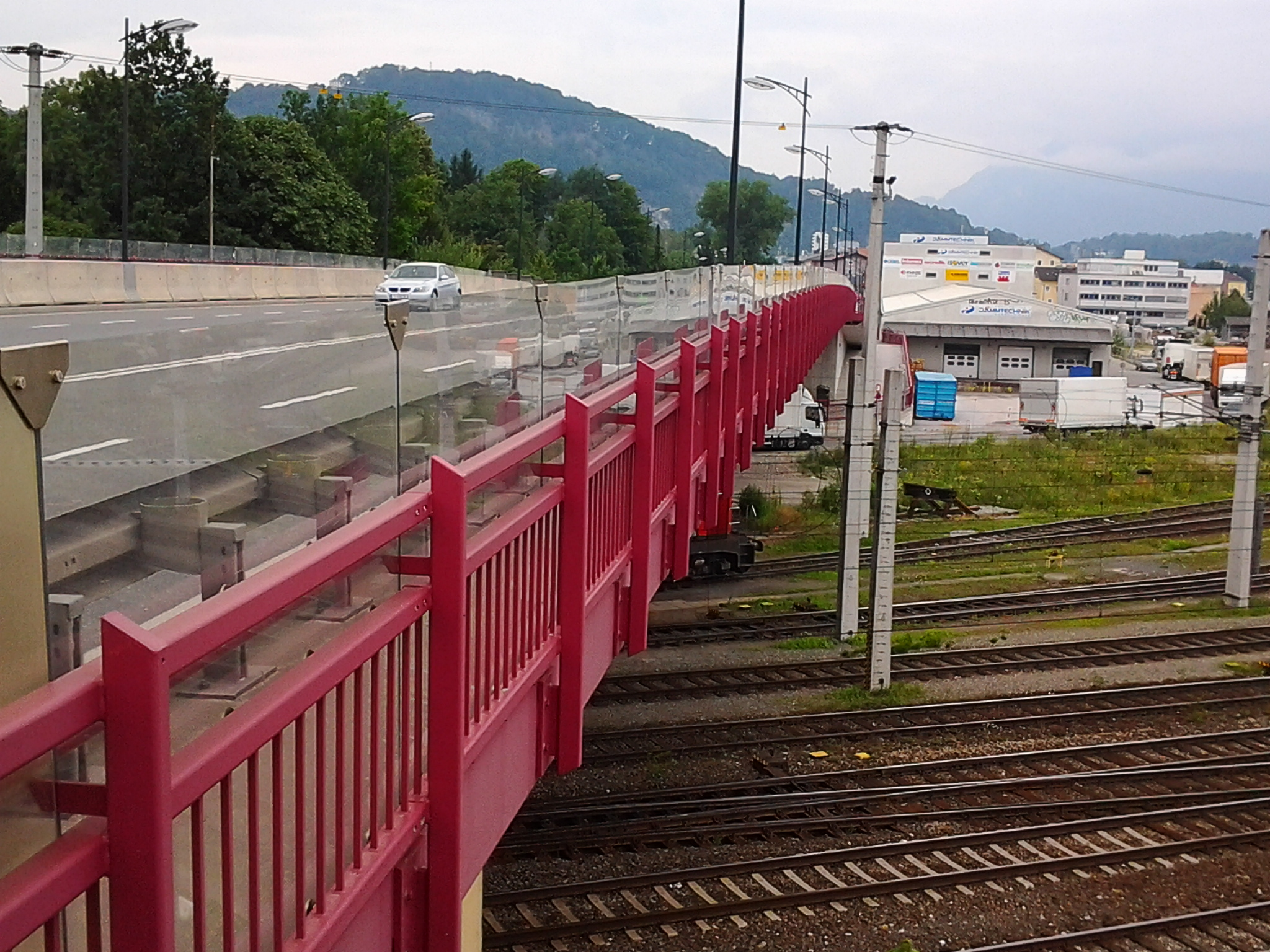
Fürstenwegbrücke (Baron-Schwarz-Brücke), Blick stadteinwärts zum Kapuzinerberg und Untersberg

Geprägt ist Schallmoos vom Durchzugsverkehr in Richtung Innenstadt, der vor allem auf drei Achsen verläuft.
In Ost-West-Richtung sind dies:
- die Schallmooser Hauptstraße als Verlängerung der Linzer Gasse in der Neustadt, die direkt unterhalb des nördlichen Abhangs des Kapuzinerbergs verläuft;
- die Sterneckstraße, die weiter nördlich parallel dazu verläuft und mit der Gabelsbergerstraße einen Teil der Wiener Straße (B1) bildet, die quer durch die Stadt zum Walserberg führt.

In Nord-Süd-Richtung verläuft
- die Vogelweiderstraße, die im Norden Schallmoos über die Fürstenwegbrücke (auch Baron-Schwarz-Park-Brücke genannt, das „Tor“ von Schallmoos nordwärts) verlässt und in weiterer Folge wichtigster Zubringer des Autobahnanschlusses Salzburg-Nord zur Westautobahn (A1) ist. Sie ist Teil der B 150 Salzburger Straße, die Salzburg in Nord-Süd-Richtung durchzieht und über Schallmooser Hauptstraße – Fürbergstraße zur Alpenstraße führt.

Der Verlauf der Vogelweiderstraße legt auch seit Jahrzehnten das Projekt des Kapuzinerbergtunnels nahe. Ein Tunnel durch den Berg würde – so die Befürworter – im Nord–Süd-Verkehr der Stadt die beiden Nadelöhre Staatsbrücke im Stadtzentrum und Fürbergstraße in Parsch umgehen.

### Wirtschaft und Bildung

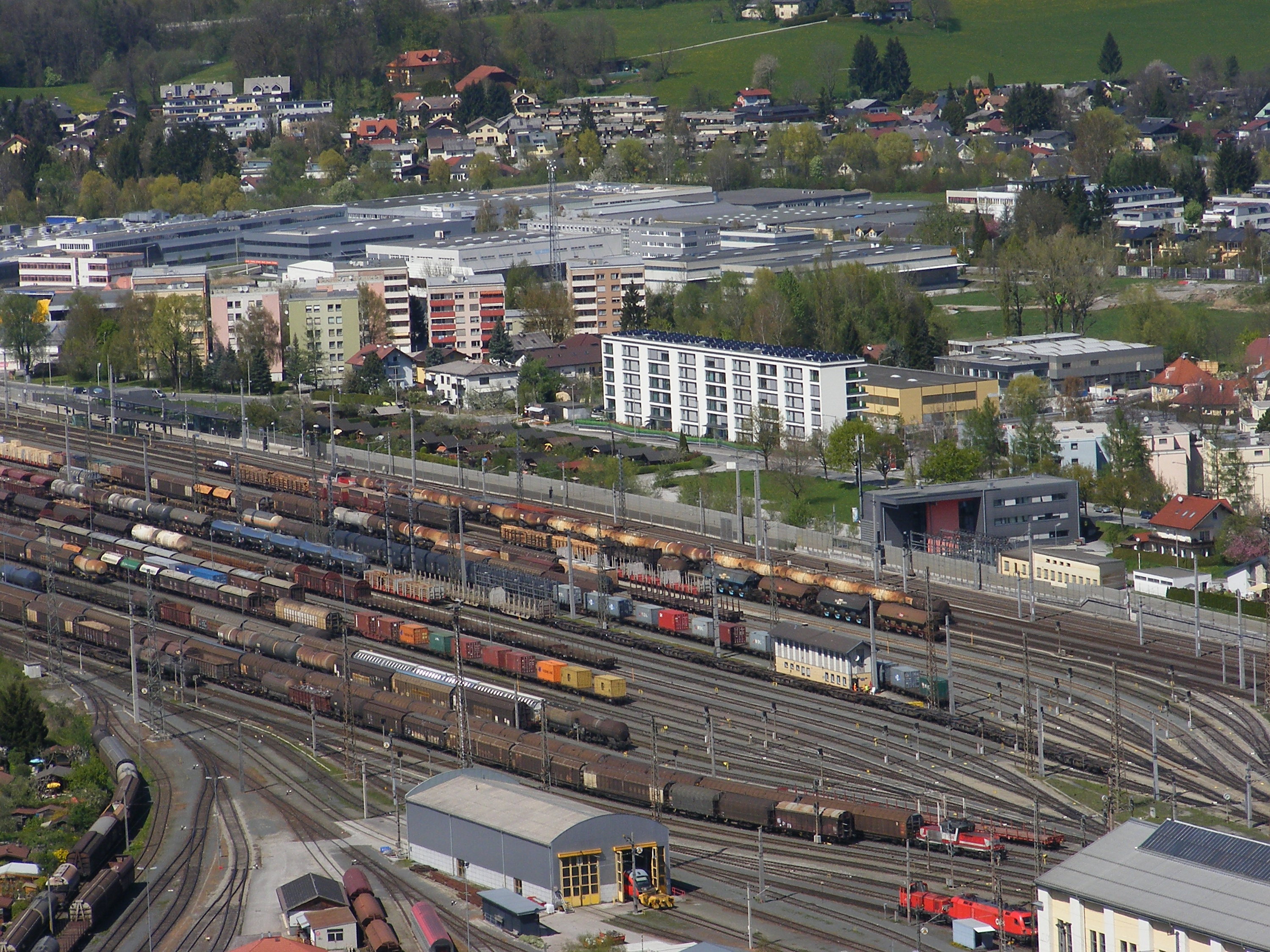
Verschiebebahnhof Schallmoos/Gnigl

Wirtschaftlich bedeutend sind der Lastenbahnhof, die Schallmoosseite des Hauptbahnhofs, wie auch der Verschiebe-/Rangierbahnhof, um die sich zahlreiche Unternehmen des Handels und Gewerbes angesiedelt haben. Zu den wichtigeren Gebäuden des Stadtteils zählen auch die äußerst großzügig angelegte Zentrale der Salzburg AG an der Bayerhamerstraße und, am östlichen Ende des Kapuzinerbergs gelegen in der Nähe der verkehrsreichen Sterneckkreuzung, das Einkaufszentrum Zentrum im Berg (ZiB). In diesem Einkaufszentrum waren bis 2006 auch einige Teile der Kunstuniversität Mozarteum untergebracht, nachdem das Hauptgebäude wegen gesundheitsschädlicher Baumängel geschlossen worden war. Bekannt ist auch die Zentrale von Porsche Austria mit ihrer modernen Baugestaltung.
Im Baron-Schwarz-Park am Nordende von Schallmoos liegt als einzige Schule des Stadtteils eine Volksschule.

### Parkanlagen

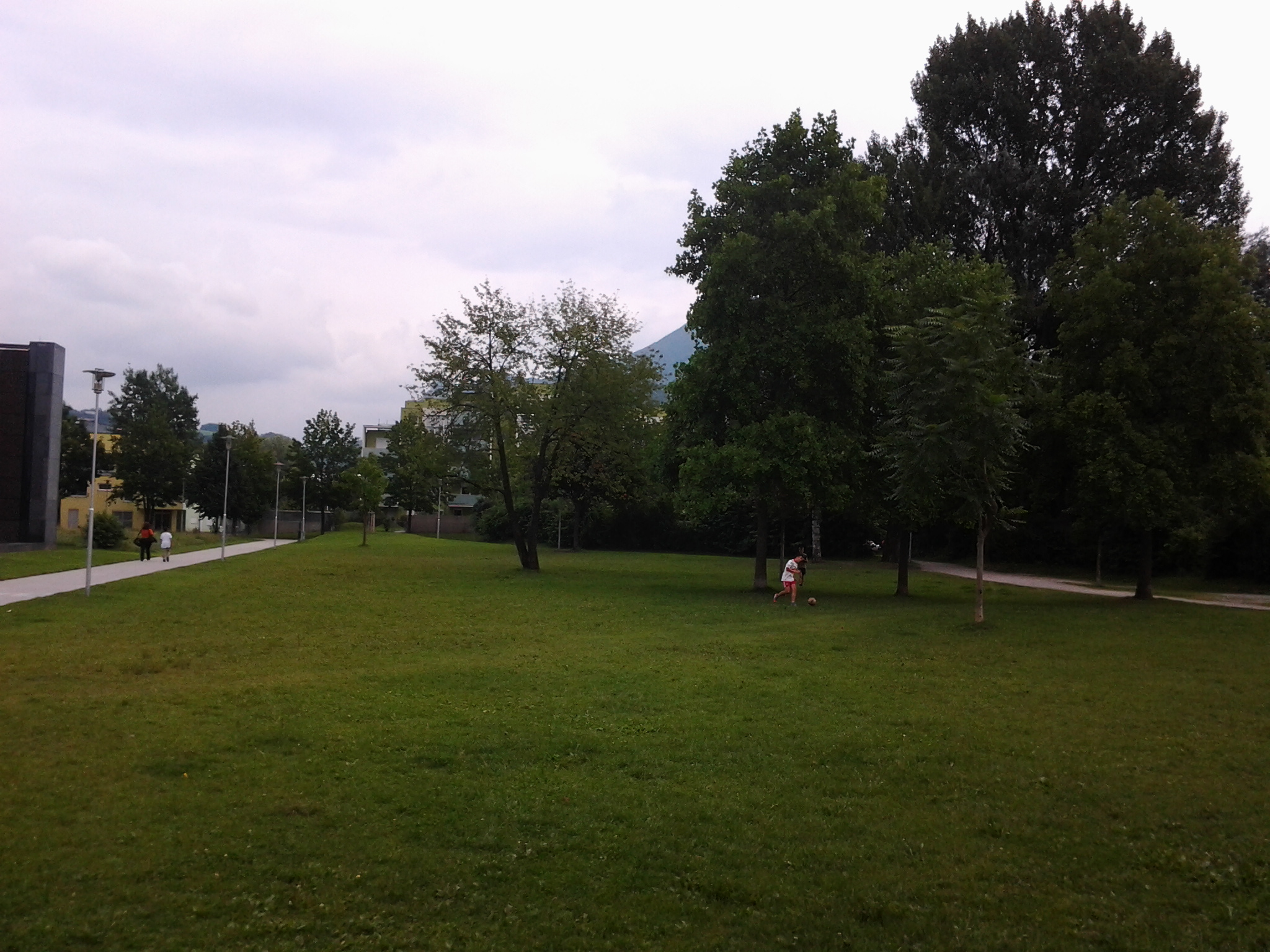
Im Dr.-Hans-Lechner-Park

- Baron-Schwarz-Park: Erzbischof Paris Lodron übergab 1634 größere Teile von Schallmoos zur Kultivierung an seinen Bruder Christoph Graf Lodron. Aber schon 1648 ging der Schallmoos- oder Stadlhof samt dem dortigen Park an das Domkapitel. Hier erbaute schließlich Freiherr von Schwarz ab 1859 in drei unterschiedlichen Bauphasen eine gründerzeitliche Villa mit Garten und Park. Die Villa beherbergte unter anderem den Perseus von Antonio Canova, der seit 1967 im Metropolitan Museum von New York steht. Die Schwarzvilla wurde 1932 von der Stadt Salzburg zur Errichtung eines neuen Schlachthofes gekauft, der jedoch nicht an diesem Ort realisiert wurde. Im Zweiten Weltkrieg wurde sie durch amerikanische Fliegerbomben beschädigt, war aber weiterhin bewohnbar. Das gesamte gründerzeitliche Ensemble wurde 1958 abgerissen.[10] Erhalten blieb bis heute ein kleiner Teil des Parks als „Baron-Schwarz-Park“.

- Dr. Hans-Lechner-Park: Im Zug der Errichtung des neuen Verwaltungsgebäudes des Infrastrukturunternehmens Salzburg AG wurde der Bevölkerung der Erhalt eines Teiles des früher dort befindlichen Campingplatzes seitens des Betriebs als öffentlich zugänglicher Park zugesagt und als Dr.-Hans Lechner-Park (mit 13.000 m² Größe) 1996 feierlich eröffnet. Benannt ist der Park nach dem früheren Salzburger Landeshauptmann Hans Lechner (1961–1977).

## Kultur

### Bauten
Schallmoos fällt mit seinem Südostteil noch in die Pufferzone des UNESCO-Welterbes Historisches Zentrum der Stadt Salzburg, die Umgrenzung verläuft etwa vom Hauptgebäude des Bahnhofs über das Gebäude der Salzburg AG zur Vogelweiderstraße, und Sterneckstraße – Fürbergstraße. Diese Pufferzone steht nicht direkt unter dem UNESCO-Schutz, soll aber die Kernzone vor Störungen im Weichbild bewahren, was für den Ensemble- und Ortsbildgedanken des Welterbekonzeptes von besonderer Wichtigkeit ist. Dominierendere Baulichkeiten brauchen auch in der Pufferzone die Zustimmung der UNESCO-Kommission. Ab Ende der Linzer Gasse und der ganze Kapuzinerberg gehören schon zur Kernzone. Diese Situation, dass die Stadt von oben so gut einsichtig ist, macht in der Pufferzone auch bei niedrigeren Bauwerken Umsicht notwendig.
- Schloss Röcklbrunn ( 1644 von Erzbischof Paris Lodron errichtet)
- Robinighof (1648 erstgenannt)
- Rauchenbichlerhof (1120 ersterwähnt, 1741 als Schlössl neu erbaut)
- Roittner Turnhalle (Wunibald Deininger 1925–1927)
- Salzburger Rettungsheim mit Museum der Rettungsgesellschaft (Wunibald Deininger 1927–1928)

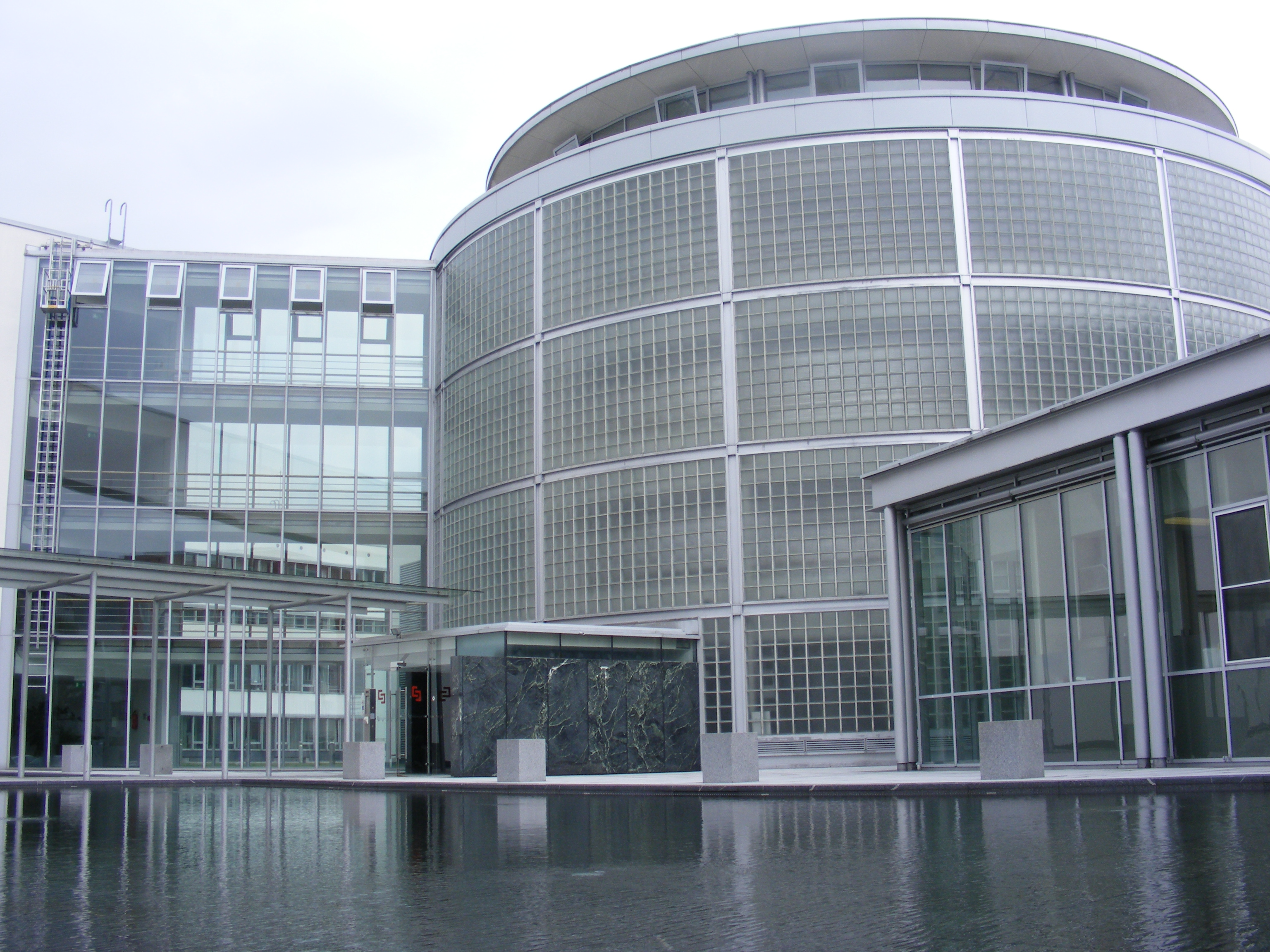
Detail des Verwaltungsgebäudes der Salzburg AG

- Wohnanlage Ratsbriefstraße (Solares Bauen, Helmuth Freund 1989)[11]
- Porsche Austria (Eduard Widmann, Anna Detzlhofer 1995–1997)[12]
- Zentrale der Salzburg AG, ehem. SAFE (Wilhelm Holzbauer, 1996)[13]
- Studentenwohnheim Röcklbrunnstraße (Fritz Lorenz 1996)
- Feuerwache Schallmoos (HALLE 1 2000)[14]
- S-Bahn-Station Gnigl/Schwabenwirtsbrücke (HALLE 1 2001–2003)[15]
- City 11 (HALLE 1 2001–2004)
- Business Boulevard (Beginn eines Revitalisierungsprojekts der Sterneckstraße, Thomas Müller Ivan Reimann 2006)[16]

Siehe auch:
- Liste der denkmalgeschützten Objekte in Salzburg (Straßen A–F, G–H, I–L, M–Q, R–Z), Gnigl, Itzling (jew. Katastralgemeinde)

### Veranstaltungskultur
Entlang der Schallmooser Hauptstraße, am Abhang des Kapuzinerbergs und teilweise in Gewölben, die in diesen hinein gebaut sind, ist in den vergangenen Jahrzehnten eine kleine Kulturmeile entstanden, die das Rockhouse, die SEAD Salzburg Experimental Academy of Dance, das Kleine Theater sowie das Veranstaltungslokal Urbankeller umfasst.

### Religionen

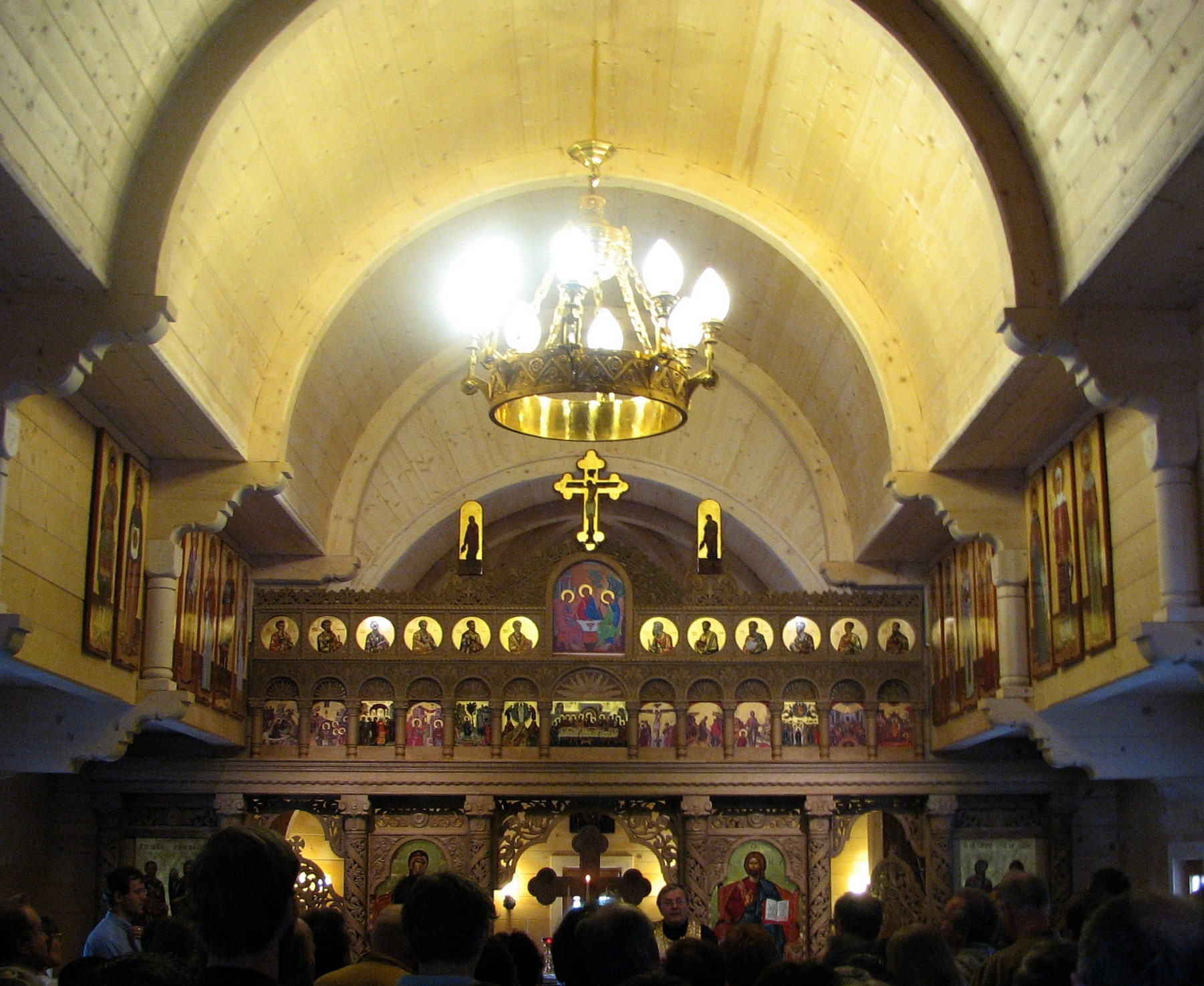
Rumänisch-orthodoxe Kirche in Schallmoos

- Schallmoos gehört im Wesentlichen zum katholischen Pfarrsprengel St. Andrä, nur ein kleiner nördlicher Teil zur Pfarrkirche Itzling.
- Die Evangelische Einwohnerschaft nutzt die Christuskirche.
- 2007 wurde eine rumänisch-orthodoxe Holzkirche in der Robinigstraße 48 fertiggestellt.[17]
- In der Vogelweiderstraße 78 ist der österreichweite Sitz der Freien Christengemeinde – Pfingstgemeinde in Österreich, die seit 2013 gesetzlich anerkannt ist und über 65 örtliche Pfingstgemeinden in Österreich vertritt.
- Das Nehemia Hilfswerk, mit einer Altkleidersammelstelle für bedürftige Menschen in Osteuropa, ein Jugendzentrum und ein Seniorentreffpunkt. Drei ethnischen Gruppen (Rumänen, Ghanaern und Philippinen) wird dort Raum zur freien Gestaltung ihres Gemeindelebens gegeben.
- In Schallmoos befinden sich auch ein Gurdwara der Sikhs und mehrere Gebetsräume der Muslime.

## Persönlichkeiten
- Josef Benedikt Engl (1867–1907): Zeichner und Karikaturist, unter anderem für die Fliegenden Blätter und den Simplicissimus

## Nachweise
- 50101 – Salzburg. Gemeindedaten der Statistik Austria
- Schallmoos. In: Salzburger Nachrichten: Salzburgwiki.

1. 1 2 3  Die heutige Anton-Graf-Straße ist die ehemalige Neuhauserfeldstraße von Gnigl, die durch die Giselabahn unterbrochen wurde. Sie stellt die historische Grenze dar und findet sich so als Grenze der Katastralgemeinden Gnigl und Aigen I (mit dem Haus Fürbergstraße 41 noch zu Aigen gehörig). Dem folgt auch die moderne Stadtteilgliederung. Die Grenze der Zählsprengel 467 des Zählbezirks Schallmoos (46) und 562 des Zählbezirks Parsch-West/Aigen (53) verläuft aber entlang der Fürbergstraße zur Giselabahn, sodass der Stadtteil im Sinne der Stadtgliederung nicht ganz exakt gezählt wird. Im Straßenblock befinden sich etwa ein Dutzend Adressen. 
Angaben nach Statistische Zählbezirke und Zählsprengel, stadt-salzburg.at (pdfs) und SAGIS, Layer Grenzen → Katastralgemeinden und Adressen
2. ↑  Hans Schreiber (Hrsg.): Die Moore Salzburgs in naturwissenschaftlicher, geschichtlicher, landwirtschaftlicher und technischer Beziehung. Verlag des Deutsch-Österreichischen Moorvereins in Staab (Böhmen), Staab 1913, S. 166.
3. ↑  Hans Schreiber (Hrsg.): Die Moore Salzburgs in naturwissenschaftlicher, geschichtlicher, landwirtschaftlicher und technischer Beziehung. Verlag des Deutsch-Österreichischen Moorvereins in Staab (Böhmen), Staab 1913, S. 167.
4. ↑  Hans Schreiber (Hrsg.): Die Moore Salzburgs in naturwissenschaftlicher, geschichtlicher, landwirtschaftlicher und technischer Beziehung. Verlag des Deutsch-Österreichischen Moorvereins in Staab (Böhmen), Staab 1913, S. 167.
5. 1 2  Franziszäischer Kataster 1817–1861 (Layer online bei SAGIS)
6. ↑  Friedrich von Spaur: Nachrichten über das Erzstift Salzburg nach der Säkularisation. Verlag Niklas Ambrosi, Passau 1805, S. 64ff (Google eBook, vollständige Ansicht)
7. ↑  Die Begrifflichkeit des Stadtteils Schallmoos ist aber so jung, dass sie keinen Eingang in die Österreichische Karte gefunden hat. Noch in den aktuellen Versionen der ÖK200 und ÖK50 ist die Beschriftung „Gnigl“ im Raum Schallmoos-Ost zu finden. Gnigl wird heute aber ganz im Osten der Stadt um die Gnigler Kirche gesehen.
8. ↑  Historische Karten: Zone 14 Col. VIII. Salzburg der Generalstabskarte 1:75.000, vor 1925, Blatt 63/4 Salzburg der Österreichischen Karte 1:25.000, Kartenberichtigung 1954
9. ↑  Reinhard Rudolf Heinisch, Erich Marx, Harald Waitzbauer: Bomben auf Salzburg: die „Gauhauptstadt“ im „totalen Krieg“. Ausgabe 6 der Schriftenreihe des Archivs der Stadt Salzburg, 3. Auflage, Verlag Informationszentrum der Landeshauptstadt Salzburg, 1995, ISBN 978-3-901014-39-0.
10. ↑  Helmut Windinger: Das untergegangene «Tuskulum» des Freiherrn von Schwarz in Salzburg. Zenodo 2024, doi:10.5281/zenodo.10902712.
11. ↑  Wohnanlage Ratsbriefstraße. In:  nextroom.at.
12. ↑  Porsche Austria. In:  nextroom.at.
13. ↑  Bürogebäude der SAFE, jetzt Salzburg AG. In:  nextroom.at.
14. ↑  Feuerwache Schallmoos. In:  nextroom.at.
15. ↑  Feuerwache Schallmoos. In:  nextroom.at.
16. ↑  Business Boulevard. In:  nextroom.at.
17. ↑  M. Straberger: Die neue Rumänisch-Orthodoxe Kirche in Salzburg: Grundsteinlegung am Festtag der Hll. Wundertäter und Anargyren Kosmas und Damian (1. Juli 2007). In: members.a1.net. Archiviert vom Original (nicht mehr online verfügbar) am 4. März 2016; abgerufen am 2. Dezember 2008.  Info: Der Archivlink wurde automatisch eingesetzt und noch nicht geprüft. Bitte prüfe Original- und Archivlink gemäß Anleitung und entferne dann diesen Hinweis.